# Changes (The Monkees)
Changes è il nono album in studio del gruppo musicale statunitense The Monkees, pubblicato nel 1970.

## Tracce
Per ogni brano musicale è riportato il cantante principale.
Side 1
1. Oh My My (Jeff Barry, Andy Kim) – 3:02 – Micky Dolenz
2. Ticket on a Ferry Ride (Jeff Barry, Bobby Bloom) – 3:30 – Micky Dolenz
3. You're So Good to Me (Jeff Barry, Bobby Bloom) – 2:34 – Davy Jones
4. It's Got to Be Love (Neil Goldberg) – 2:25 – Micky Dolenz
5. Acapulco Sun (Ned Albright, Steven Soles) – 2:54 – Micky Dolenz
6. 99 Pounds (Jeff Barry) – 2:29 – Davy Jones

Side 2
1. Tell Me Love (Jeff Barry) – 2:38 – Micky Dolenz
2. Do You Feel It Too? (Jeff Barry, Andy Kim) – 2:37 – Davy Jones
3. I Love You Better (Jeff Barry, Andy Kim) – 2:28 – Micky Dolenz
4. All Alone in the Dark (Ned Albright, Steven Soles) – 2:52 – Micky Dolenz
5. Midnight Train (Micky Dolenz) – 2:07 – Micky Dolenz
6. I Never Thought It Peculiar (Tommy Boyce, Bobby Hart) – 2:29 – Davy Jones